# Шаймерденський рудник
Шаймерденський рудник — колишнє підприємство гірничорудної промисловості на північному заході Казахстану.
Відкрите в 1992 році родовище Шаймерден мало доволі невеликий розмір — запаси руди тут оцінювались у 5 млн тонн, проте вирізнялось особливо високим вмістом цинку — в середньому більш ніж 20 %.
У 2006 році розробку родовища почав концерн «Казцинк» (придбав права на Шаймерден за два роки до того в компанії ZinkOx). Видобута з кар'єру оксидна руда відправлялась без збагачення для переплавки на належний концерну Риддерський металургійний завод (Східно-Казахстанська область). Розробка кар'єру припинилась у 2011 році.
Оскільки у відвалах кар'єру залишилось понад 200 тисяч тонн цинку, планується в 2020-х відновити роботи з розробкою цього техногенного родовища протягом 5 років.